# SN 1994S
SN 1994S – supernowa typu Ia odkryta 14 czerwca 1994 roku w galaktyce NGC 4495. Jej maksymalna jasność wynosiła 14,80m.